# Kazimiera Szyszko-Bohusz
Kazimiera Szyszko-Bohusz (ur. 12 lutego 1916 w Tarutino (Rosja), zm. 31 października 1999 w Krakowie) – polska aktorka filmowa i teatralna.

## Życiorys
Debiutowała na początku sezonu 1936/1937, w następnym sezonie otrzymała angaż w Teatrze Ziemi Pomorskiej w Toruniu. Od 1938 grała w Teatrze Polskim w Poznaniu. Pierwszy powojenny sezon spędziła w zespole Teatru im. Juliusza Słowackiego w Krakowie, kolejne do 1955 na innych scenach teatrów krakowskich (najczęściej grała w Teatrze Starym). Od 1955 do przejścia na emeryturę w 1974 była aktorką Teatru im. Juliusza Słowackiego.